# L'Assassinat du duc de Guise (film, 1908)
Pour les articles homonymes, voir L'Assassinat du duc de Guise.
Pour plus de détails, voir Fiche technique et Distribution.
L'Assassinat du duc de Guise est un court film muet français, réalisé par André Calmettes et Charles Le Bargy, d'après un récit d'Henri Lavedan sur une musique spécialement composée par Camille Saint-Saëns, sorti en 1908.
Le film relate un épisode historique célèbre, la journée du 23 décembre 1588, au cours de laquelle Henri Ier de Lorraine, duc de Guise, rival du roi Henri III, est convoqué par ce dernier à Blois, plongeant dans un chagrin sans fond la marquise de Noirmoutier, sa maîtresse. Il est poignardé à mort par les gardes du corps royaux au château de Blois.

## Synopsis
La marquise de Noirmoutier reçoit un billet qui lui conseille de retenir chez elle le duc de Guise, car le roi prépare un « mauvais coup » à celui-ci. Survient le duc de Guise : il se moque de l'avertissement et rajoute une phrase au bas du billet : « Il n'oserait ! ».
Dans une salle du palais, le roi Henri III prépare l'assassinat avec ses gardes. Il leur montre où se placer et comment attaquer le duc, dans sa propre chambre, puis se cache sur son lit derrière un dais.
Guise reçoit une invitation du roi à participer à son conseil. Négligeant les tentatives de ses amis pour le retenir, Guise se rend dans une pièce où il patiente dans une salle remplie de gardes. Ceux-ci se montrent de plus en plus pressants, tentent de se saisir de lui et le refoulent d'une salle à l'autre jusqu'à la chambre du roi. Après une résistance acharnée, Guise, blessé, tombe à terre à l'endroit précis qu'avait indiqué Henri III. Un garde l'achève d'un coup de poignard.
Le roi sort de sa cachette et vérifie que le duc est bien mort. Il s'exclame : « Il est encore plus grand mort que vivant. » En fouillant le cadavre, un des gardes trouve un papier qui contient la preuve de la trahison du duc : « Pour entretenir la guerre en France, il faut 700 000 écus par mois ». Outré, Henri III donne un coup de pied au cadavre.
Les gardes emportent le corps. Henri III, resté seul, s'agenouille pour prier. Le corps est déposé dans la salle des gardes, en proie aux moqueries. Les gardes décident de le brûler dans la cheminée.

## Fiche technique
- Titre : L'Assassinat du duc de Guise
- Réalisation : André Calmettes (mise en scène) et Charles Le Bargy (direction des comédiens)
- Scénario : Henri Lavedan
- Musique : Camille Saint-Saëns
- Directeur de la photographie : Émile Pierre
- Décors : Émile Bertin
- Société de production : Le Film d'art
- Pays d'origine :  France
- Format : noir et blanc — 35 mm — 1,33:1 — muet
- Genre : film dramatique, film historique
- Durée : 18 minutes[1]
- Dates de sortie :
  - France : 17 novembre 1908 (Paris)

## Distribution
- Albert Lambert : le duc de Guise
- Charles Le Bargy : Henri III
- Gabrielle Robinne : la marquise de Noirmoutier
- Berthe Bovy : le page
- Albert Dieudonné
- Jean Angelo
- Huguette Duflos
- Raphaël Duflos
- Charles Lorrain
- Rolla Norman : un page

## Analyse
Il s'agit d'une adaptation du récit d'Henri Lavedan. Le titre tel qu'il apparaît au très court générique — un seul carton — du film original est La Mort du duc de Guise, bien qu'une affiche du film indique plutôt L'Assassinat du duc de Guise.
Ce film fait partie des premiers films français à rencontrer un immense succès international (Le Voyage dans la Lune, de Georges Méliès, l'y avait précédé), et il est le seul que l'on puisse porter au bénéfice de la société de production Le Film d'art, dont les sorties suivantes sont plutôt désastreuses.
Le film vaut essentiellement pour la prestation remarquée et nouvelle du comédien Charles Le Bargy, de la Comédie-Française, qui, après une étude personnelle poussée sur le jeu d'acteur dans le contexte muet du cinéma de l'époque, choisit de contenir les mouvements de son corps — s'opposant ainsi aux gesticulations de pantomimes qui régnaient jusque-là sur les plateaux de tournage — au profit des expressions de son visage, de la mimique. « Il imposa à sa troupe des gestes lents, mesurés, expressifs. Et la quasi-immobilité qu'il adopta par moments, contraste avec l'agitation des personnages de Méliès ».
Le succès du film est en partie dû à la qualité du scénario écrit par Henri Lavedan.
La musique est composée par Camille Saint-Saëns. Il s'agit d'une des premières musiques originales de l'histoire du cinéma, spécialement commandée à un compositeur pour un film. Elle n'est pas enregistrée à l'époque (donc jouée directement lors des projections) mais elle l'a été depuis, répertoriée sous le titre Opus 128 pour cordes, piano et harmonium,.
Premier film produit et réalisé par la nouvelle société de production, Le Film d'art, L'Assassinat du duc de Guise est présenté pour la première fois le 17 novembre 1908 à Paris dans une salle de cinéma de la rue Charras,. L’accueil qui lui est réservé est particulièrement chaleureux. Charles Pathé, lui-même, déclare aux dirigeants du Film d'art : « Ah ! Messieurs, vous êtes plus forts que nous ! ». Au même programme inaugural du Film d'art le 17 novembre, salle Charras, figure également L'Empreinte ou la Main rouge de Paul-Henry Burguet, une adaptation de la pantomime Conscience de François Durel et Séverin, créée en 1901 au Kursaal de Genève, et reprise en 1903 à l’Olympia de Paris.